# Robin Gosens
Robin Everardus Gosens (Emmerich am Rhein, 5 luglio 1994) è un calciatore tedesco, difensore o centrocampista della Fiorentina e della nazionale tedesca.

## Biografia
Possiede anche la cittadinanza olandese, grazie alle origini del padre.
Dalla relazione con la compagna Rabea ha avuto un figlio, nato nell'ottobre 2021. La coppia si è sposata in Germania nel giugno 2022.
Nel novembre del 2023, diventa padre per la seconda volta, nasce Lio.
Sempre nel 2023 si è laureato in psicologia dopo quattro anni di studio.

## Caratteristiche tecniche
Di ruolo terzino sinistro, può giocare anche da esterno a tutta fascia. Bravo in fase offensiva, è abile a inserirsi per andare in gol, oltre ad essere un buon crossatore e imprevedibile nelle scelte. Dotato di ottimo atletismo e velocità, in fase difensiva si distingue per i recuperi profondi e il pressing.

## Carriera

### Club

#### Gli inizi nei Paesi Bassi
Gosens comincia a dare i primi calci al pallone in squadre locali vicini alla sua città d'origine, Emmerich am Rhein, prima di unirsi nel 2012 alle giovanili del Vitesse, nei Paesi Bassi. Il 13 agosto 2013 stipula il suo primo contratto da professionista con il club.
Il 14 gennaio 2014 è mandato in prestito al Dordrecht fino a fine stagione. Tre giorni dopo fa il suo esordio nel calcio professionistico nell'incontro pareggiato con l'Excelsior. Il 7 febbraio segna il suo primo goal in carriera contro l'Emmen. A fine stagione e dopo venti match disputati (inclusi i play-off) la squadra è promossa in Eredivisie dopo dieci anni di assenza. Il 29 maggio 2014 il prestito con il Dordrecht è rinnovato di un altro anno permettendogli di debuttare nella massima serie olandese il 9 agosto, giocando l'intera partita contro l'Heerenveen. Segna il suo primo goal nella competizione il 20 settembre.
Il 4 giugno 2015 il giocatore si svincola dal Vitesse, accasandosi all'Heracles Almelo.

#### Atalanta
Il 2 giugno 2017 si trasferisce a titolo definitivo all'Atalanta; esordisce in serie A il 20 agosto in occasione della sconfitta interna con la Roma; segna il suo primo gol con i bergamaschi il successivo 23 novembre, realizzando nei minuti finali della partita il momentaneo 3-1 nella partita vinta per 5-1 sul campo dell'Everton. Il 22 aprile 2018 segna il suo primo gol in Serie A, nella vittoria casalinga sul Torino per 2-1.
Dopo una buona seconda stagione in cui trova maggiore spazio, nella terza diviene titolare fisso sulla fascia sinistra facendosi notare spesso in fase realizzativa, tanto che l'11 dicembre 2019 segna il suo primo gol in UEFA Champions League, quello del definitivo 3-0 in casa dello Šachtar, nella partita che proietta i bergamaschi negli ottavi di finale della competizione. Con il prosieguo della stagione diventa il miglior difensore nei top 5 campionati europei per gol (9) ed assist (8).
Il 6 febbraio 2021, nella partita casalinga contro il Torino (3-3), oltre a segnare il gol del provvisorio 2-0 dell'Atalanta, raggiunge la sua 100ª presenza in Serie A con la maglia nerazzurra. In questa stagione Gosens segna 11 reti, diventando il primo difensore ad andare in doppia cifra realizzativa in Serie A 14 anni dopo Marco Materazzi; non sono mancati gol negli scontri diretti (tutti vinti tra l'altro) contro Lazio, Roma e Napoli.

#### Inter
Il 27 gennaio 2022 viene acquistato dall'Inter in prestito con obbligo di riscatto al verificarsi di determinate condizioni. Esordisce con la maglia nerazzurra il 1º marzo successivo, nella semifinale di andata di Coppa Italia contro il Milan (0-0), prendendo il posto di Ivan Perišić all'88'. Quattro giorni dopo fa il debutto anche in Serie A con i nerazzurri, subentrando a Matteo Darmian al 62' e servendo a Edin Džeko l'assist per il quarto gol dei meneghini, nella partita vinta contro la Salernitana (5-0). Il 19 aprile realizza la prima rete con l'Inter, segnando l'ultimo gol nel vittorioso derby di Milano, che permette ai nerazzurri di accedere alla finale di Coppa Italia. L'11 maggio successivo, pur non giocando la finale, vince la Coppa Italia, superando la Juventus in finale per 4-2 dopo i tempi supplementari; per Gosens si tratta del primo titolo con l'Inter nonché del primo in assoluto.
Nella stagione successiva, il 12 ottobre 2022 segna la prima rete con i meneghini in UEFA Champions League, realizzando la terza rete nel pareggio per 3-3 in casa del Barcellona. Il 9 novembre seguente trova anche la prima rete in campionato con l'Inter, siglando l'ultima rete nel successo per 6-1 contro il Bologna. Il 18 gennaio 2023 vince il suo secondo trofeo con l'Inter, la Supercoppa italiana, battendo il Milan per 3-0. Il 24 maggio conquista la sua seconda Coppa Italia consecutiva, la nona della storia per il club nerazzurro, grazie alla vittoria per 2-1 in finale contro la Fiorentina. Il 10 giugno gioca da subentrato nella finale di Champions League, persa per 1-0 contro il Manchester City.

#### Union Berlino
Il 15 agosto 2023 viene ceduto per 15 milioni di euro all'Union Berlino. Debutta in Bundesliga cinque giorni dopo, in una gara contro il Magonza. Il 26 agosto successivo realizza una doppietta, la sua prima in Bundesliga, nella sfida contro il neopromosso Darmstadt (4-1). Si ripete il successivo 16 settembre, in un match esterno contro il Wolfsburg. Termina l'annata 2023-2024 con 37 presenze e 7 reti.

#### Fiorentina
Il 30 agosto 2024 viene ceduto alla Fiorentina con la formula del prestito con obbligo di riscatto. Due giorni dopo segna al debutto nei minuti di recupero della gara pareggiata con il Monza (2-2). In campionato segna poi altri gol decisivi per la vittoria contro Genoa, Lecce e Cagliari.  Il 24 ottobre va a segno per la prima volta in UEFA Conference League nel successo per 4-2 in casa del San Gallo, valida per la seconda giornata della fase campionato. Il 13 marzo 2025, nell'andata degli ottavi in casa del Panathinaikos, persa per 3-2, è autore di entrambi gli assist dei due gol viola, realizzati da Lucas Beltrán e Nicolò Fagioli. L'8 maggio segna la sua prima doppietta in maglia viola nel ritorno delle semifinali di UEFA Conference League contro il Betis Siviglia, in cui i viola pareggiano per 2-2 dopo i tempi supplementari. che si rivelerà però vana per i viola, che con questo risultato mancano l'accesso per la terza volta consecutiva alla finale della manifestazione. Conclude la sua prima stagione con il club toscano con 8 reti in 38 presenze tra tutte le competizioni ufficiali e con l'inserimento nella squadra della stagione della Conference League.

### Nazionale
Avendo la cittadinanza olandese aveva la possibilità di rappresentare sia la Germania sia i Paesi Bassi. Il 25 agosto 2020 è convocato per la prima volta dalla selezione tedesca in vista delle sfide contro Spagna e Svizzera valide per la Nations League. Qualche giorno dopo, il 3 settembre, fa il suo debutto nella partita pareggiata 1-1 contro la Spagna, fornendo un assist a Timo Werner.
Il 20 maggio 2021 è convocato per gli Europei 2020. Segna il suo primo gol in nazionale nell'amichevole vinta 7-1 contro la Lettonia. Il 19 giugno, nella seconda giornata del Gruppo F di Euro 2020, va a segno nel successo per 4-2 contro il Portogallo; al contempo mette a referto 2 assist e segna di testa il quarto gol dei tedeschi prima di essere sostituito al 62'. A fine partita viene nominato come migliore in campo dall'UEFA. Il cammino dei tedeschi s'interrompe agli ottavi contro l'Inghilterra (2-0).
Viene convocato per la fase finale della UEFA Nations League 2025 che si svolge in Germania.

## Statistiche

### Presenze e reti nei club
Statistiche aggiornate all' 8 maggio 2025.
| Stagione               | Squadra                | Campionato             | Campionato | Campionato | Coppe nazionali | Coppe nazionali | Coppe nazionali | Coppe continentali | Coppe continentali | Coppe continentali | Altre coppe | Altre coppe | Altre coppe | Totale | Totale |
| Stagione               | Squadra                | Comp                   | Pres       | Reti       | Comp            | Pres            | Reti            | Comp               | Pres               | Reti               | Comp        | Pres        | Reti        | Pres   | Reti   |
| ---------------------- | ---------------------- | ---------------------- | ---------- | ---------- | --------------- | --------------- | --------------- | ------------------ | ------------------ | ------------------ | ----------- | ----------- | ----------- | ------ | ------ |
| gen.-giu. 2014         | Dordrecht              | EsD                    | 16+4       | 1+0        | CO              | 0               | 0               | -                  | -                  | -                  | -           | -           | -           | 20     | 1      |
| 2014-2015              | Dordrecht              | ED                     | 31         | 2          | CO              | 2               | 0               | -                  | -                  | -                  | -           | -           | -           | 33     | 2      |
| Totale Dordrecht       | Totale Dordrecht       | Totale Dordrecht       | 51         | 3          |                 | 2               | 0               |                    | -                  | -                  |             | -           | -           | 53     | 3      |
| 2015-2016              | Heracles Almelo        | ED                     | 32+3       | 2+0        | CO              | 3               | 1               | -                  | -                  | -                  | -           | -           | -           | 38     | 3      |
| 2016-2017              | Heracles Almelo        | ED                     | 28         | 2          | CO              | 2               | 0               | UEL                | 2                  | 0                  | -           | -           | -           | 32     | 2      |
| Totale Heracles Almelo | Totale Heracles Almelo | Totale Heracles Almelo | 63         | 4          |                 | 5               | 1               |                    | 2                  | 0                  |             | -           | -           | 70     | 5      |
| 2017-2018              | Atalanta               | A                      | 21         | 1          | CI              | 2               | 0               | UEL                | 3                  | 1                  | -           | -           | -           | 26     | 2      |
| 2018-2019              | Atalanta               | A                      | 28         | 3          | CI              | 3               | 0               | UEL                | 5                  | 0                  | -           | -           | -           | 36     | 3      |
| 2019-2020              | Atalanta               | A                      | 34         | 9          | CI              | 1               | 0               | UCL                | 8                  | 1                  | -           | -           | -           | 43     | 10     |
| 2020-2021              | Atalanta               | A                      | 32         | 11         | CI              | 5               | 0               | UCL                | 7                  | 1                  | -           | -           | -           | 44     | 12     |
| 2021-gen. 2022         | Atalanta               | A                      | 6          | 1          | CI              | 0               | 0               | UCL                | 2                  | 1                  | -           | -           | -           | 8      | 2      |
| Totale Atalanta        | Totale Atalanta        | Totale Atalanta        | 121        | 25         |                 | 11              | 0               |                    | 25                 | 4                  |             | -           | -           | 157    | 29     |
| gen.-giu. 2022         | Inter                  | A                      | 7          | 0          | CI              | 2               | 1               | UCL                | 0                  | 0                  | SI          | -           | -           | 9      | 1      |
| 2022-2023              | Inter                  | A                      | 32         | 3          | CI              | 5               | 0               | UCL                | 11                 | 1                  | SI          | 1           | 0           | 49     | 4      |
| Totale Inter           | Totale Inter           | Totale Inter           | 39         | 3          |                 | 7               | 1               |                    | 11                 | 1                  |             | 1           | 0           | 58     | 5      |
| 2023-2024              | Union Berlino          | BL                     | 30         | 6          | CG              | 1               | 0               | UCL                | 6                  | 1                  | -           | -           | -           | 37     | 7      |
| ago. 2024              | Union Berlino          | BL                     | 1          | 0          | CG              | 1               | 0               | -                  | -                  | -                  | -           | -           | -           | 2      | 0      |
| Totale Union Berlin    | Totale Union Berlin    | Totale Union Berlin    | 31         | 6          |                 | 2               | 0               |                    | 6                  | 1                  |             | -           | -           | 39     | 7      |
| 2024-2025              | Fiorentina             | A                      | 29         | 5          | CI              | 1               | 0               | UECL               | 8                  | 3                  | -           | -           | -           | 38     | 8      |
| Totale carriera        | Totale carriera        | Totale carriera        | 327+7      | 46         |                 | 28              | 2               |                    | 52                 | 9                  |             | 1           | 0           | 415    | 57     |

### Cronologia presenze e reti in nazionale
| Cronologia completa delle presenze e delle reti in nazionale ― Germania | Cronologia completa delle presenze e delle reti in nazionale ― Germania | Cronologia completa delle presenze e delle reti in nazionale ― Germania | Cronologia completa delle presenze e delle reti in nazionale ― Germania | Cronologia completa delle presenze e delle reti in nazionale ― Germania | Cronologia completa delle presenze e delle reti in nazionale ― Germania | Cronologia completa delle presenze e delle reti in nazionale ― Germania | Cronologia completa delle presenze e delle reti in nazionale ― Germania |
| Data                                                                    | Città                                                                   | In casa                                                                 | Risultato                                                               | Ospiti                                                                  | Competizione                                                            | Reti                                                                    | Note                                                                    |
| ----------------------------------------------------------------------- | ----------------------------------------------------------------------- | ----------------------------------------------------------------------- | ----------------------------------------------------------------------- | ----------------------------------------------------------------------- | ----------------------------------------------------------------------- | ----------------------------------------------------------------------- | ----------------------------------------------------------------------- |
| 3-9-2020                                                                | Stoccarda                                                               | Germania                                                                | 1 – 1                                                                   | Spagna                                                                  | UEFA Nations League 2020-2021 - 1º turno                                | -                                                                       |                                                                         |
| 6-9-2020                                                                | Basilea                                                                 | Svizzera                                                                | 1 – 1                                                                   | Germania                                                                | UEFA Nations League 2020-2021 - 1º turno                                | -                                                                       | 78’                                                                     |
| 7-10-2020                                                               | Colonia                                                                 | Germania                                                                | 3 – 3                                                                   | Turchia                                                                 | Amichevole                                                              | -                                                                       | 70’                                                                     |
| 13-10-2020                                                              | Colonia                                                                 | Germania                                                                | 3 – 3                                                                   | Svizzera                                                                | UEFA Nations League 2020-2021 - 1º turno                                | -                                                                       | 36’ 57’                                                                 |
| 31-3-2021                                                               | Duisburg                                                                | Germania                                                                | 1 – 2                                                                   | Macedonia del Nord                                                      | Qual. Mondiali 2022                                                     | -                                                                       | 28’ 56’                                                                 |
| 2-6-2021                                                                | Innsbruck                                                               | Germania                                                                | 1 – 1                                                                   | Danimarca                                                               | Amichevole                                                              | -                                                                       | 79’                                                                     |
| 7-6-2021                                                                | Düsseldorf                                                              | Germania                                                                | 7 – 1                                                                   | Lettonia                                                                | Amichevole                                                              | 1                                                                       | 61’                                                                     |
| 15-6-2021                                                               | Monaco di Baviera                                                       | Francia                                                                 | 1 – 0                                                                   | Germania                                                                | Euro 2020 - 1º turno                                                    | -                                                                       | 88’                                                                     |
| 19-6-2021                                                               | Monaco di Baviera                                                       | Portogallo                                                              | 2 – 4                                                                   | Germania                                                                | Euro 2020 - 1º turno                                                    | 1                                                                       | 62’                                                                     |
| 23-6-2021                                                               | Monaco di Baviera                                                       | Germania                                                                | 2 – 2                                                                   | Ungheria                                                                | Euro 2020 - 1º turno                                                    | -                                                                       | 82’                                                                     |
| 29-6-2021                                                               | Londra                                                                  | Inghilterra                                                             | 2 – 0                                                                   | Germania                                                                | Euro 2020 - Ottavi di finale                                            | -                                                                       | 72’ 88’                                                                 |
| 2-9-2021                                                                | San Gallo                                                               | Liechtenstein                                                           | 0 – 2                                                                   | Germania                                                                | Qual. Mondiali 2022                                                     | -                                                                       |                                                                         |
| 8-9-2021                                                                | Reykjavík                                                               | Islanda                                                                 | 0 – 4                                                                   | Germania                                                                | Qual. Mondiali 2022                                                     | -                                                                       | 59’                                                                     |
| 26-9-2022                                                               | Londra                                                                  | Inghilterra                                                             | 3 – 3                                                                   | Germania                                                                | UEFA Nations League 2022-2023 - 1º turno                                | -                                                                       | 68’                                                                     |
| 16-6-2023                                                               | Varsavia                                                                | Polonia                                                                 | 1 – 0                                                                   | Germania                                                                | Amichevole                                                              | -                                                                       | 46’                                                                     |
| 20-6-2023                                                               | Gelsenkirchen                                                           | Germania                                                                | 0 – 2                                                                   | Colombia                                                                | Amichevole                                                              | -                                                                       | 78’                                                                     |
| 9-9-2023                                                                | Wolfsburg                                                               | Germania                                                                | 1 – 4                                                                   | Giappone                                                                | Amichevole                                                              | -                                                                       | 64’ 66’                                                                 |
| 12-9-2023                                                               | Dortmund                                                                | Germania                                                                | 2 – 1                                                                   | Francia                                                                 | Amichevole                                                              | -                                                                       | 78’                                                                     |
| 14-10-2023                                                              | East Hartford                                                           | Stati Uniti                                                             | 1 – 3                                                                   | Germania                                                                | Amichevole                                                              | -                                                                       |                                                                         |
| 17-10-2023                                                              | Filadelfia                                                              | Messico                                                                 | 2 – 2                                                                   | Germania                                                                | Amichevole                                                              | -                                                                       | 64’ 65’                                                                 |
| 11-10-2024                                                              | Zenica                                                                  | Bosnia ed Erzegovina                                                    | 1 – 2                                                                   | Germania                                                                | UEFA Nations League 2024-2025 - 1º turno                                | -                                                                       | 66’                                                                     |
| 14-10-2024                                                              | Monaco di Baviera                                                       | Germania                                                                | 1 – 0                                                                   | Paesi Bassi                                                             | UEFA Nations League 2024-2025 - 1º turno                                | -                                                                       | 87’                                                                     |
| 19-11-2024                                                              | Budapest                                                                | Ungheria                                                                | 1 – 1                                                                   | Germania                                                                | UEFA Nations League 2024-2025 - 1º turno                                | -                                                                       | 46’                                                                     |
| 4-6-2025                                                                | Monaco di Baviera                                                       | Germania                                                                | 1 – 2                                                                   | Portogallo                                                              | UEFA Nations League 2024-2025 - Semifinale                              | -                                                                       | 60’                                                                     |
| Totale                                                                  |                                                                         | Presenze                                                                | 24                                                                      |                                                                         | Reti                                                                    | 2                                                                       |                                                                         |

## Palmarès

### Club
- Coppa Italia: 2

Inter: 2021-2022, 2022-2023
- Supercoppa italiana: 1

Inter: 2022

### Individuale
- Gran Galà del calcio AIC: 1

Squadra dell'anno: 2020
- Squadra della stagione della UEFA Conference League: 1

2024-2025